# هنریک هوهانیسیان
هنریک واهانی هوهانیسیان (ارمنی: Հենրիկ Վահանի Հովհաննիսյան؛ زادهٔ ۳ ژوئن ۱۹۳۶) یک منتقد هنری، هنرمند اهل ارمنستان است

## زندگی‌نامه
در ۳ ژوئن ۱۹۳۶ در گیومری به دنیا آمد و از انستیتو دولتی هنرهای زیبای ایروان (۱۹۵۸) فارغ‌التحصیل شد. وی در . , موزه هنر و ادبیات چارنتس و دانشگاه دولتی ایروان فعالیت می‌کرد. وی همچنین برنده نشان مسروپ ماشتوتس مقدس, مدال طلای وزارت فرهنگ جمهوری ارمنستان و مدال خدمات میهن‌پرستانه درجه یک شده‌است.

## یادداشت
1. ↑  ՀՀ ԳԱԱ արվեստի ինստիտուտ
2. ↑  Հայկական պետական մանկավարժական համալսարան և Երևանի պետական գեղարվեստաթատերական
3. ↑  Եղիշե Չարենցի անվան գրականության և արվեստի թանգարան
4. ↑  Երևանի պետական համալսարան